# مایکوباکتریوم اولسرانس
مایکوباکتریوم اولسرانس (نام علمی: Mycobacterium ulcerans) نام یک گونه از سرده مایکوباکتریوم است. این باکتری باعث ایجاد بیماری اولسر بورولی می‌شود.